# تسهیل بوم‌شناختی
تسهیل بوم‌شناختی (به انگلیسی: Ecological facilitation) یا پروبیوز (Probiosis)، برهم‌کنش‌های گونه‌ای را توصیف می‌کند که حداقل به سود یکی از شرکت‌کنندگان است و به هیچ‌کدام آسیب نمی‌رساند. تسهیل را می‌توان به عنوان همزیستی دوسویه طبقه‌بندی کرد که در آن هر دو گونه سود می‌برند، یا همسفرگی‌گرایی که در آن یکی از گونه‌ها سود می‌برد و دیگری بی‌تأثیر است. این مقاله به سازوکارهای تسهیل و افزایش اطلاعات موجود در مورد تأثیر تسهیل بر بوم‌شناسی جامعه می‌پردازد.

## سازوکارها
- پناه‌گرفتن از استرس فیزیکی
- پناه‌گرفتن از شکارگری
- پناه‌گرفتن از رقابت
- دسترسی بهبودیافته منابع
- جابجایی

## اثر جامعه
- ساختار فضایی
- گوناگونی
- درنوردیدن